# David Rumpík
David Rumpík (* 30. června 1970) je český gynekolog, zakladatel a ředitel Kliniky reprodukční medicíny a gynekologie Zlín a od roku 2022 rovněž zastupitel města Luhačovice.

## Život
Absolvoval Lékařskou fakultu Masarykovy univerzity v Brně. V roce 1997 složil atestaci a získal specializaci v oboru Gynekologie a porodnictví prvního stupně. V roce 2011 složil atestaci v oboru Reprodukční medicína. V roce 2018 získal titul Ph.D. v oboru Gynekologie a porodnictví na Lékařské fakultě Masarykovy Univerzity v Brně.
V letech 1994 až 2000 pracoval ve Fakultní nemocnici Brno na II. gynekologicko-porodnické klinice.
Od roku 2013 je předsedou Sekce asistované reprodukce České gynekologicko-porodnické společnosti ČLS JEP.
Působí jako člen Komise pro reprodukční medicínu Ministerstva vnitra České republiky.
Žije v Luhačovicích. S manželkou Taťánou vychovávají děti.

## Politické působení
V komunálních volbách v roce 2022 kandidoval jako nezávislý do Zastupitelstva města Luhačovice ze 4. místa kandidátky sdružení nezávislých kandidátů „PRO Luhačovice“. Vlivem preferenčních hlasů však skončil třetí, a mandát zastupitele města se mu tak podařilo získat.
Ve volbách do Senátu PČR v roce 2024 kandidoval jako nezávislý v obvodu č. 80 – Zlín. Se ziskem 14,71 % hlasů skončil na třetím místě, a nepostoupil tak do druhého kola voleb.

## Ocenění
- 2013 – Podnikatel roku[11] (cena Sdružení podnikatelů Zlínského kraje[7])